# Grayia spinosa
Grayia spinosa är en amarantväxtart som först beskrevs av William Jackson Hooker, och fick sitt nu gällande namn av Horace Bénédict Alfred Moquin-Tandon. Grayia spinosa ingår i släktet Grayia och familjen amarantväxter. Inga underarter finns listade i Catalogue of Life.

## Bildgalleri

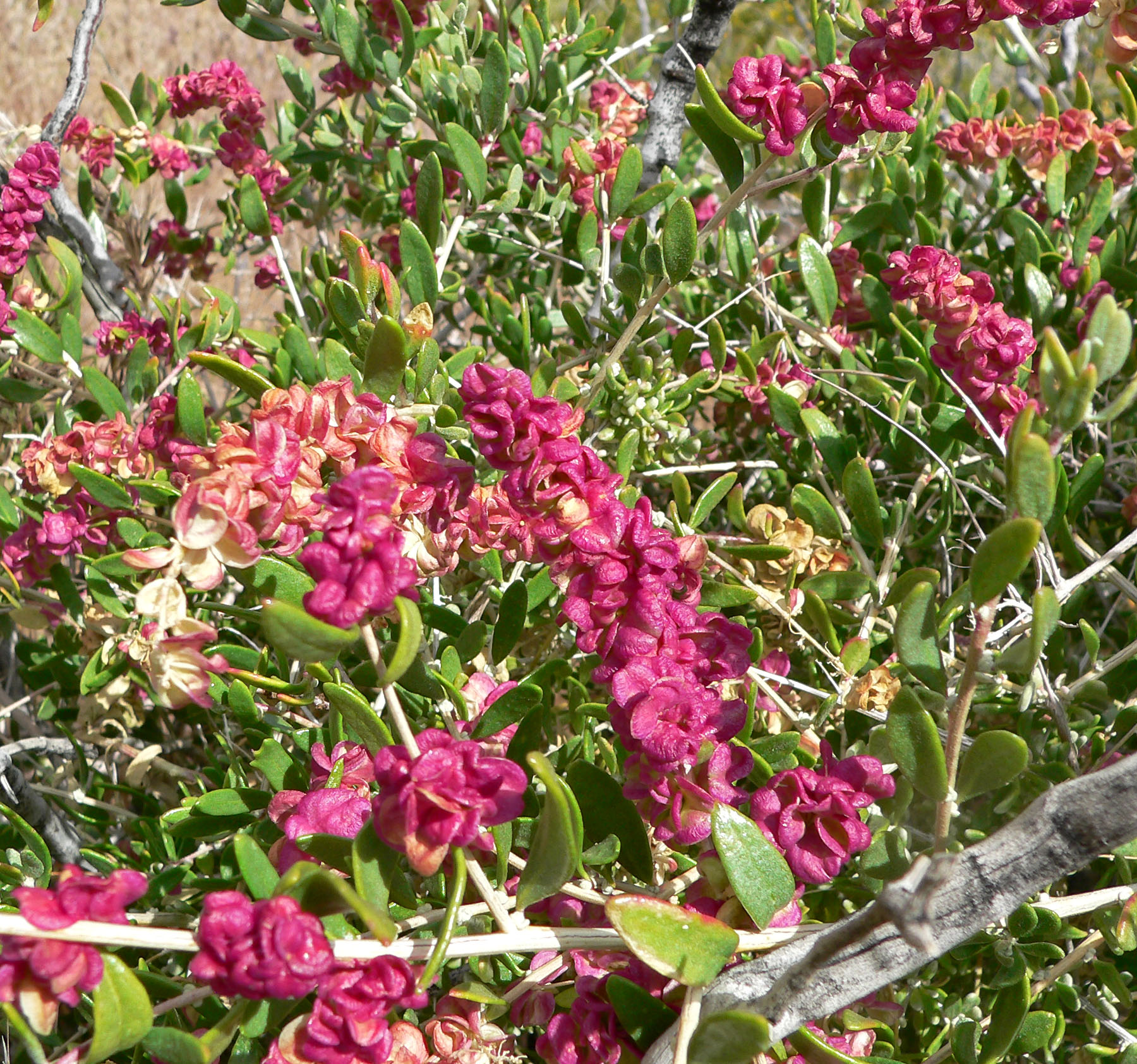
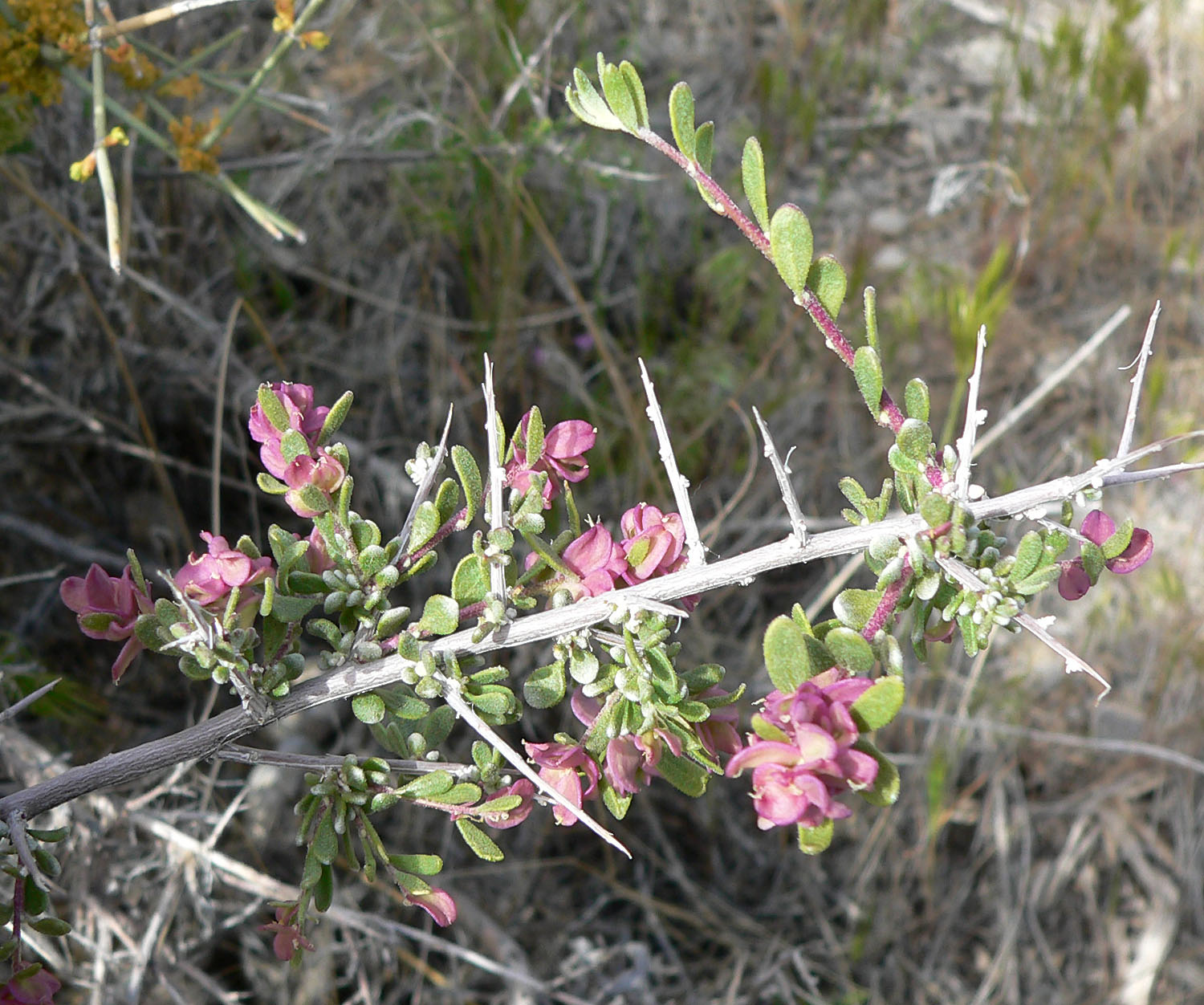
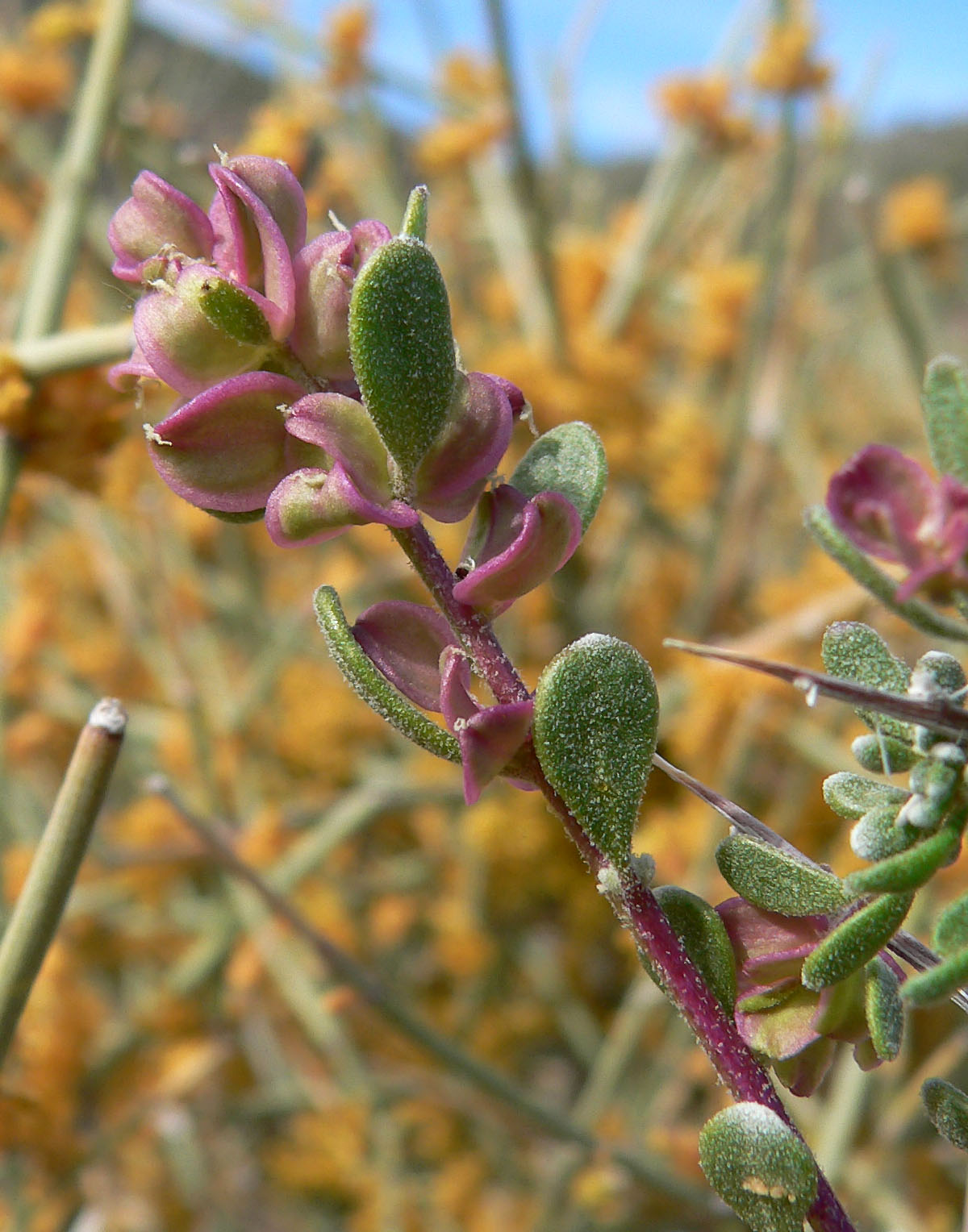
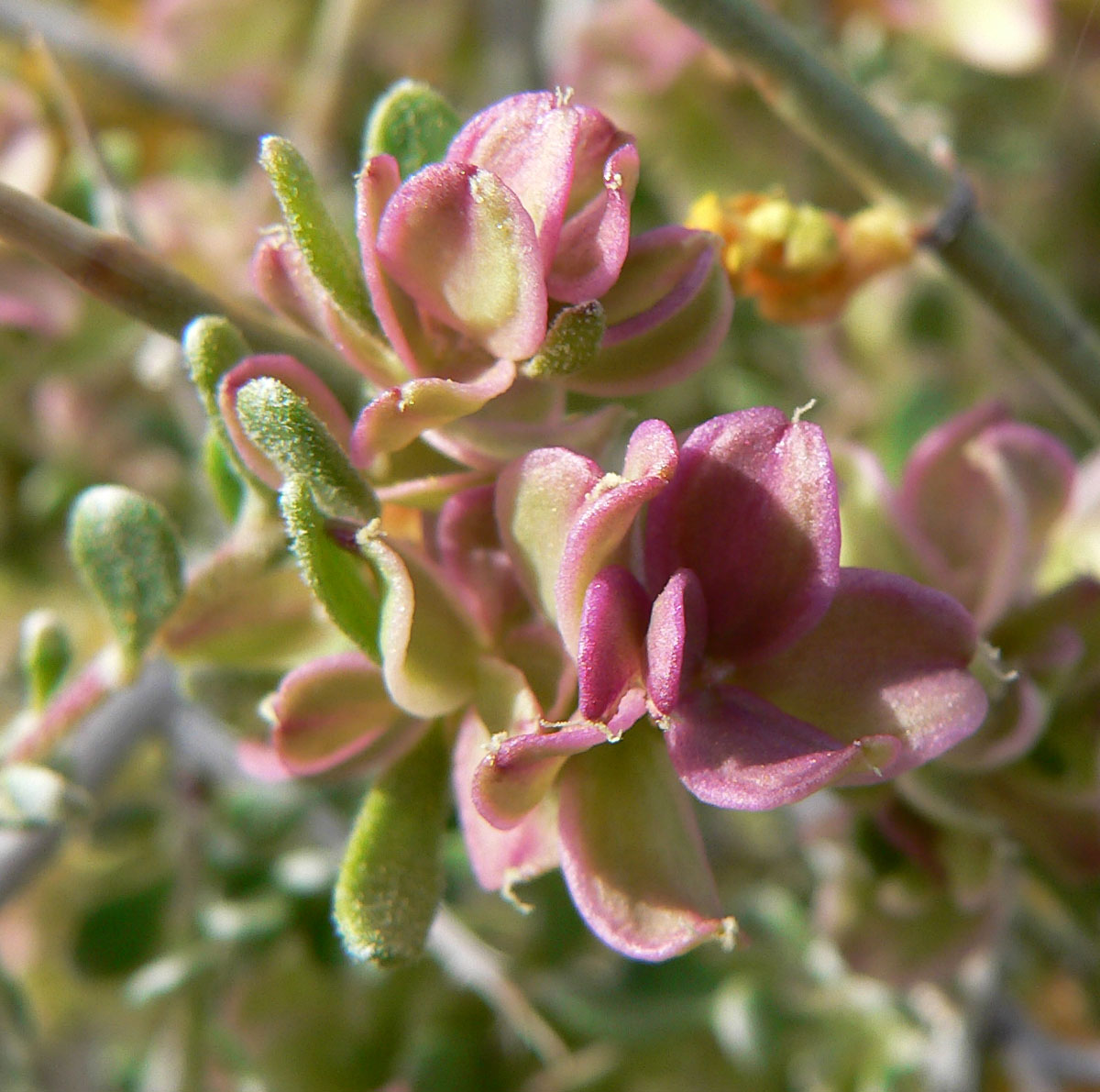
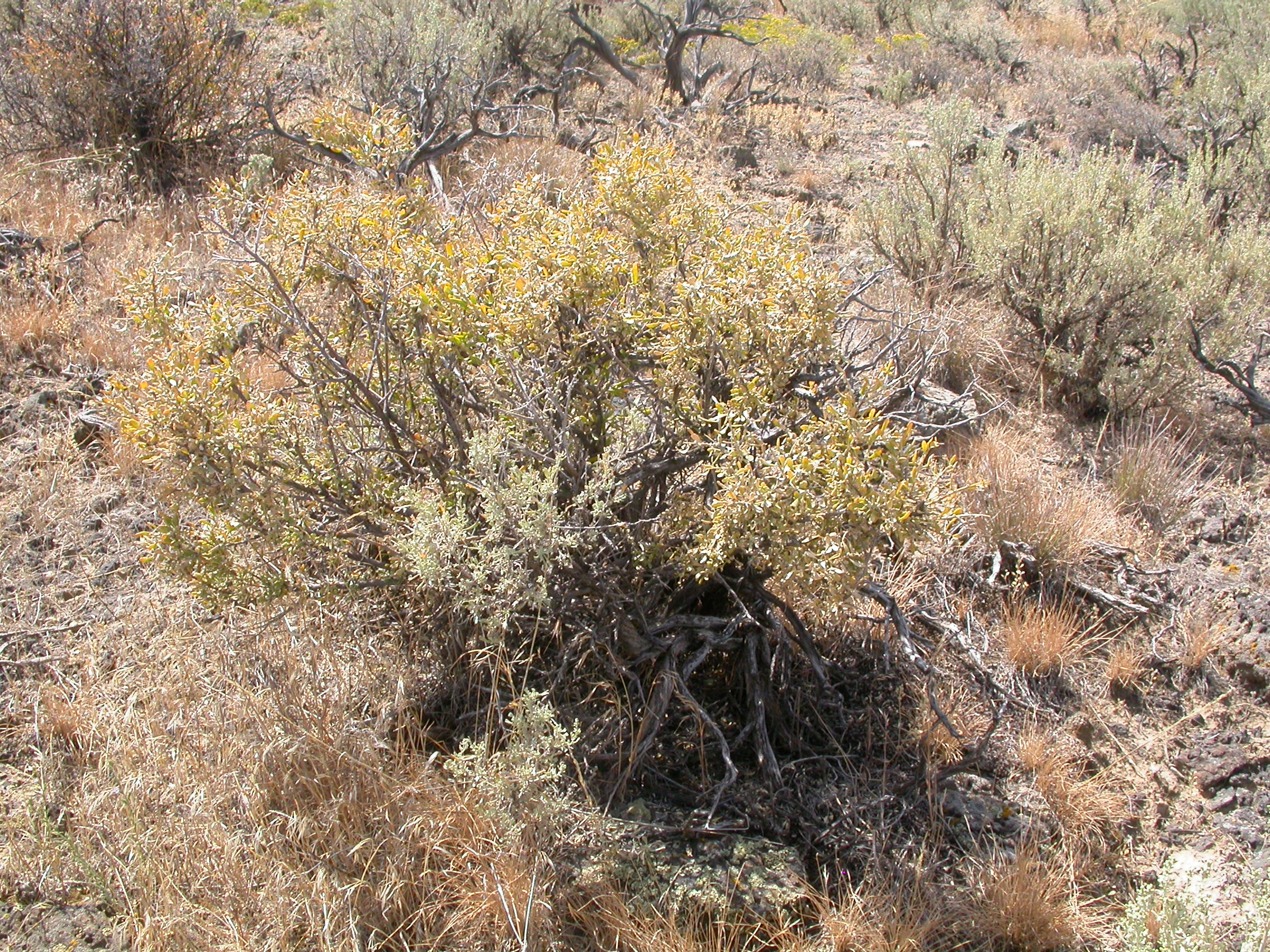
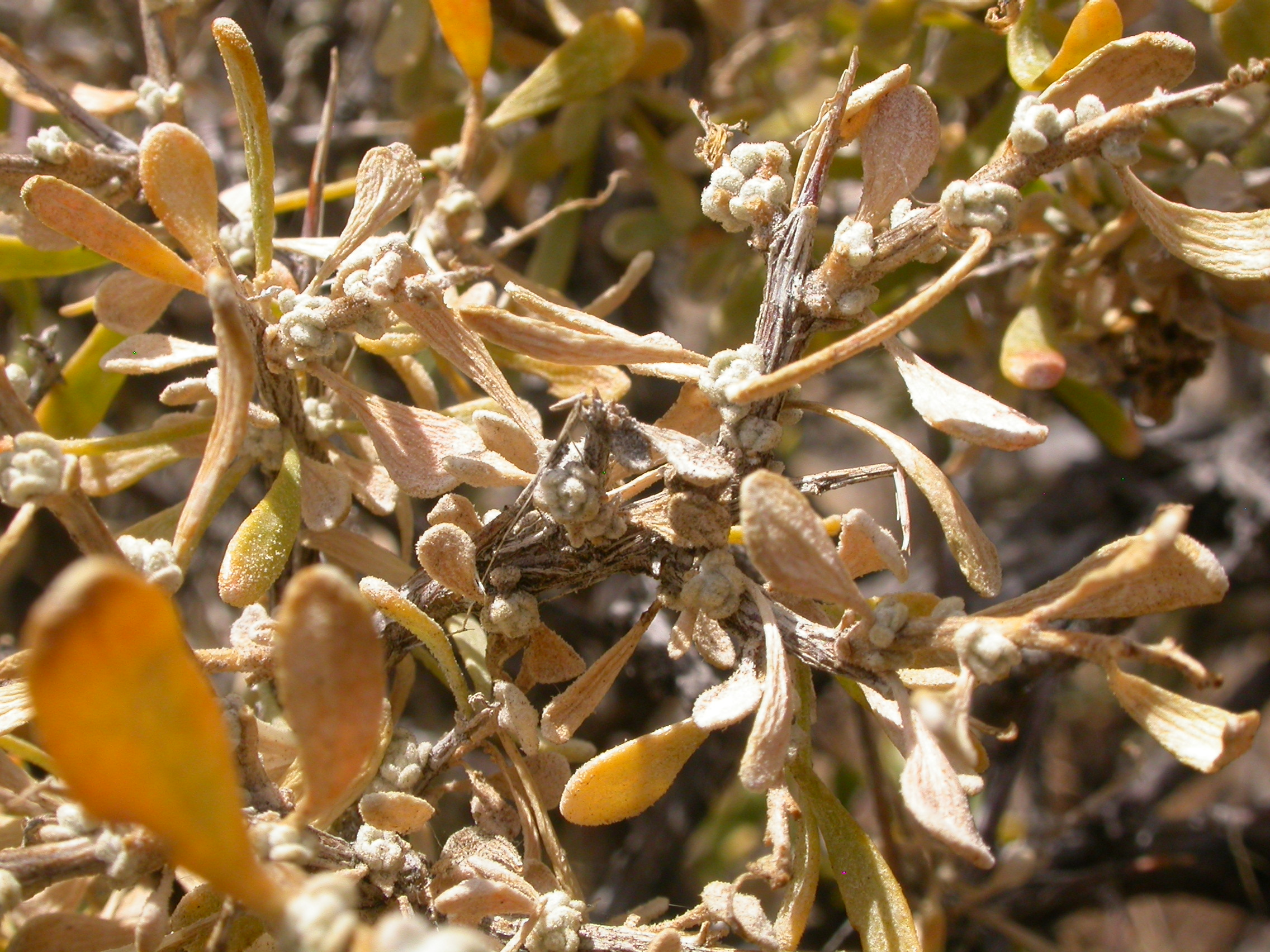